# Binong (Curug)
Binong is een bestuurslaag in het regentschap Tangerang van de provincie Banten, Indonesië. Binong telt 57.741 inwoners (volkstelling 2010).